# فيولا براند
فيولا براند (من مواليد 28 يونيو 1994) هي راكبة دراجة ألمانية متخصصة في ركوب الدراجات الفنية. لقد فازت بالبطولات الوطنية والأوروبية مرتين لكل منهما، والميدالية الفضية ثلاث مرات في بطولة العالم.

## الحياة الشخصية
ولدت فيولا براند في باكنانغ، ألمانيا. لقد حاولت تسلق دراجة التدريب عندما كانت في الخامسة من عمرها، ثم فشلت في الوصول إلى الدواسات. قامت شقيقها الأكبر بركوب الدراجات الفنية قبلها، وقد تدربت هى وبراند من قبل والدتهما. بدأت التدريب الفني على ركوب الدراجات في عمر 6 سنوات.
تدرس براند التغذية سريرية في جامعة هوهنهايم في شتوتغارت. اعتبارًا من فبراير 2021، تقوم بكتابة أطروحة درجة الماجستير.

## مهنة محترفة

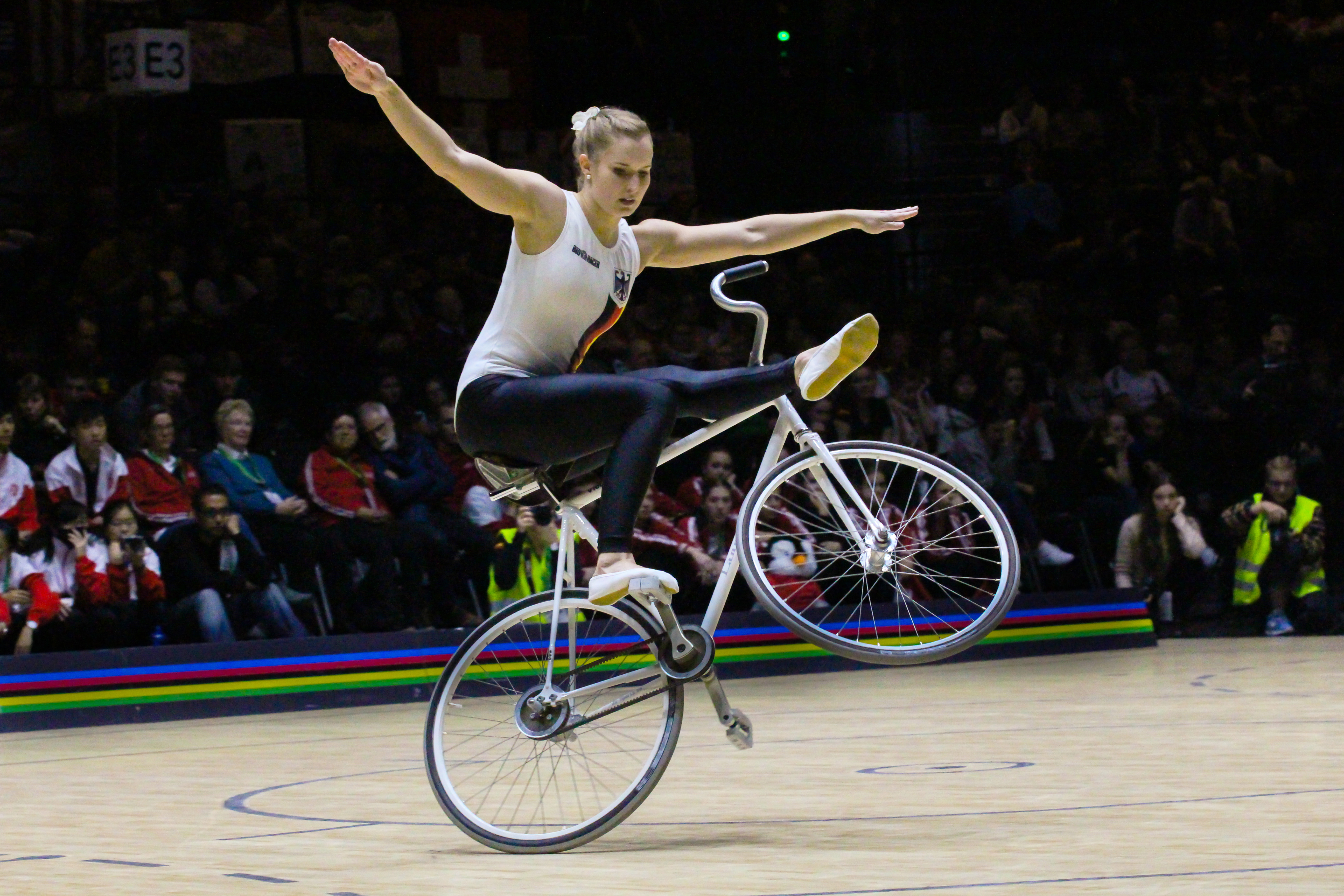
براند في بطولة العالم في بازل 2019

النادي الرياضي لبراند هو آر إس في أونترويشاخ (الموجود في فايساش إم تال). انضمت إلى المنتخب الألماني الرياضي في سن 15 عامًا، وفازت ببطولة أوروبا للناشئين في عام 2012.
سجلت رقمًا قياسيًا عالميًا في بطولة أوروبا للناشئين عام 2011 في فئتها العمرية، وسجل عالمي آخر في بطولة أوروبا العادية في عام 2018. أفضل نتيجة شخصية لها كانت 194.71 نقطة في بطولة ماستر المانيا 2019.
أمضت براند سنوات في إتقان تصميم الرقصات الخاصة بها وتعلم الأعمال المثيرة الجديدة. لقد استغرق الأمر سبع سنوات من التدريب لتتمكن من الوقوف على اليدين على المقود، وهذا أكثر ما تفخر به براند، وفي يونيو 2019 تمكنت من أداء قفزة ماوت لأول مرة، حيث قفزت من السرج إلى المقاود.

شاركت براند في إجمالي خمس بطولات عالمية، وغابت عن التأهل في عام 2018 بعد منافسة وصفها المدرب الوطني الألماني ديتر ماوتي دي بأنها "صعبة للغاية". نظرًا لأن كل دولة يمكنها إرسال مشاركين اثنين فقط. 
ذكرت براند أن "التأهل أصعب بكثير من الفوز بميدالية في بطولة العالم".
تستخدم براند دراجة خاصة ذات حزام، وشعارها المنقوش على سيرمسنن هو ("عليك أن تحب القتال أكثر من النصر").
آخر منافسة رسمية لها كانت في بازل ضمن بطولة العالم في ديسمبر 2019، حيث فازت بالميدالية الفضية، لتكون بذلك ثالث بطولة نائب لها. في فبراير 2020 أعلنت اعتزالها، على الرغم من استمرارها في تقديم العروض في المعارض والترويج لرياضتها. تأمل براند أن ترى ركوب الدراجات الفنية يومًا ما تصبح إحدى الرياضات الأولمبية.

## إحصائيات
أفضل الإحصائيات
أفضل النتائج التي حققتها، وفقًا لبيانات الاتحاد الدولي للدراجات (UCI) والاتحاد الألماني للدراجات (BDR):

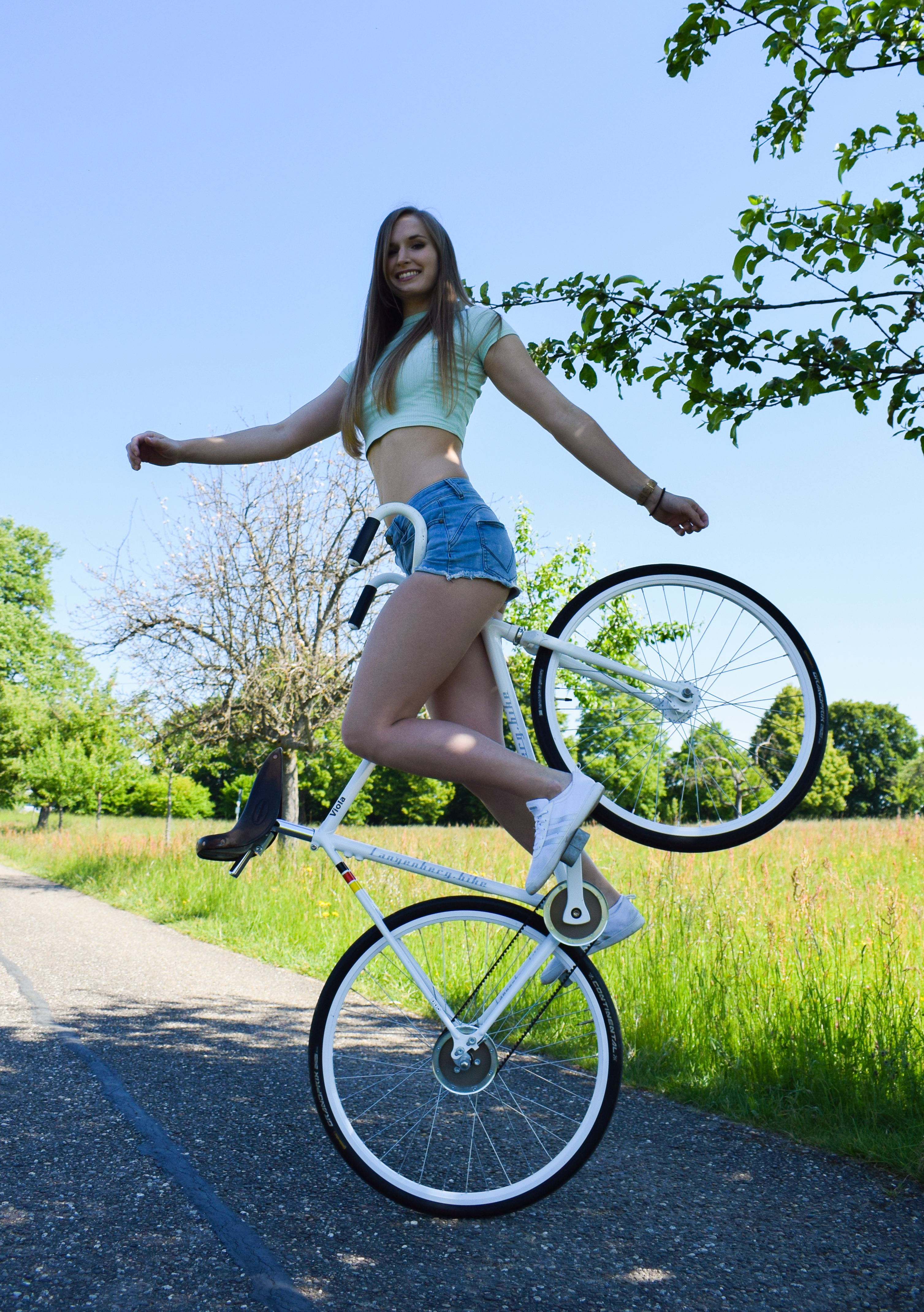
براند تقوم بعمل حيلة في الهواء الطلق (2020)

| ركوب الدراجات الفنية – سيدات عازبات | ركوب الدراجات الفنية – سيدات عازبات | ركوب الدراجات الفنية – سيدات عازبات | ركوب الدراجات الفنية – سيدات عازبات | ركوب الدراجات الفنية – سيدات عازبات | ركوب الدراجات الفنية – سيدات عازبات |
| المنافسة                            | المدينة                             | التاريخ                             | النتيجة                             | الموضع                              | المراجع                             |
| ----------------------------------- | ----------------------------------- | ----------------------------------- | ----------------------------------- | ----------------------------------- | ----------------------------------- |
| جيرمان ماسترز1                      | لمغو ( ألمانيا)                     | 6 سبتمبر 2014                       | 173.78                              | الثاني                              | [ 27 ] [ 28 ]                       |
| جيرمان ماسترز2                      | كلاين-فينترنهايم ( ألمانيا)         | 20 سبتمبر، 2014                     | 172.80                              | الثاني                              | [ 29 ] [ 30 ]                       |
| بطولات ألمانيا                      | دينكيندورف ( ألمانيا)               | 18 أكتوبر 2014                      | 175.30                              | الثاني                              | [ 31 ] [ 32 ]                       |
| جيرمان ماسترز1                      | بروكموهل ( ألمانيا)                 | 5 سبتمبر، 2015                      | 175.98                              | الأول                               | [ 33 ] [ 34 ]                       |
| جيرمان ماسترز3                      | مورفلدن فالدورف ( ألمانيا)          | 3 أكتوبر، 2015                      | 179.99                              | الثاني                              | [ 35 ] [ 36 ]                       |
| بطولات ألمانيا                      | لوبيك ( ألمانيا)                    | 16 أكتوبر 2015                      | 173.06                              | الثاني                              | [ 37 ] [ 38 ]                       |
| كأس الأمم 3                         | كوبلاخ ( النمسا)                    | 7 نوفمبر 2015                       | 180.41                              | الأول                               | [ 39 ]                              |
| جيرمان ماسترز1                      | أوبرشلايسهايم ( ألمانيا)            | 10 سبتمبر، 2016                     | 171.60                              | الثاني                              | [ 40 ] [ 41 ]                       |
| جيرمان ماسترز3                      | بيبراخ أن در ريس ( ألمانيا)         | 8 أكتوبر، 2016                      | 182.75                              | الأول                               | [ 42 ] [ 43 ]                       |
| بطولات العالم                       | شتوتغارت ( ألمانيا)                 | 2 ديسمبر 2016                       | 173.75                              | الثاني                              | [ 44 ]                              |
| جيرمان ماسترز1                      | فايل إم شونبوخ ( ألمانيا)           | 9 سبتمبر 2017                       | 169.31                              | الثالث                              | [ 45 ] [ 46 ]                       |
| جيرمان ماسترز2                      | أورينغين ( ألمانيا)                 | 23 سبتمبر 2017                      | 184.80                              | الثاني                              | [ 47 ] [ 48 ]                       |
| جيرمان ماسترز3                      | غوتاش ( ألمانيا)                    | 7 أكتوبر، 2017                      | 185.28                              | الثاني                              | [ 49 ] [ 50 ]                       |
| بطولات ألمانيا                      | هامبورغ ( ألمانيا)                  | 20 أكتوبر 2017                      | 183.94                              | الأول                               | [ 51 ]                              |
| بطولات العالم                       | دورنبيرن ( النمسا)                  | 24 نوفمبر 2017                      | 183.29                              | الثاني                              | [ 52 ]                              |
| كأس العالم                          | براغ ( جمهورية التشيك)              | 10 فبراير 2018                      | 176.04                              | الثالث                              | [ 53 ]                              |
| البطولات الأوروبية                  | فيسبادن ( ألمانيا)                  | 1 يونيو 2018                        | 186.58                              | الأول                               | [ 54 ] [ 55 ]                       |
| كأس العالم                          | هيرلين ( هولندا)                    | 30 يونيو 2018                       | 162.36                              | الثالث                              | [ 56 ]                              |
| كأس العالم                          | هونغ كونغ ( الصين)                  | 12 أغسطس 2018                       | 175.93                              | الأول                               | [ 57 ]                              |
| بطولات ألمانيا                      | نيرسهايم ( ألمانيا)                 | 19 أكتوبر 2018                      | 180.66                              | الثاني                              | [ 58 ]                              |
| كأس العالم                          | بوكود ( المجر)                      | 10 أغسطس 2019                       | 180.69                              | الأول                               | [ 59 ]                              |
| جيرمان ماسترز2                      | بيبراخ أن در ريس ( ألمانيا)         | 21 سبتمبر 2019                      | 193.39                              | الأول                               | [ 60 ] [ 61 ]                       |
| جيرمان ماسترز3                      | فايل إم شونبوخ ( ألمانيا)           | 5 أكتوبر 2019                       | 181,97                              | الأول                               | [ 62 ] [ 63 ]                       |
| بطولات ألمانيا                      | مويرس ( ألمانيا)                    | 18 أكتوبر 2019                      | 183.00                              | الثاني                              | [ 64 ]                              |
| 3- كأس الأمم                        | بار، سويسرا                         | 23 نوفمبر 2019                      | 192.09                              | الأول                               | [ 65 ]                              |
| كأس العالم                          | إرلينباتش ( ألمانيا)                | 30 نوفمبر 2019                      | 181.8                               | الأول                               | [ 66 ]                              |
| بطولات العالم                       | بازل                                | 6 ديسمبر 2019                       | 185.14                              | الثاني                              | [ 67 ]                              |

## نشاطات أخرى
في عام 2017، بدأت براند حسابًا على إنستغرام بعد أن اقترحه أحد الأصدقاء، وبحلول يوليو 2018، كانت قد جمعت أكثر من 100 ألف متابع. اعتبارًا من فبراير 2021، أصبح لديها ما يقرب من 400 ألف متابع. أثارت قناتها اهتمام طاقم العمل في برنامج إلين دي جينيريس شو، الذي كانت براند تشاهده لتحسين مهاراتها في اللغة الإنجليزية، وفي فبراير 2020 كانت ضيفة في العرض. في عام 2018، شاركت في برنامج مواهب ألمانيا لكنها فشلت في الوصول إلى النهائي. في عام 2019، قامت بجولة مع العرض الألعاب النارية للجمباز عبر 22 مدينة في ألمانيا، مع الإشادة بأدائها.
بعد تقاعدها من الرياضات الاحترافية في فبراير 2020، أعلنت براند أنها ترغب في التركيز على الظهور في العروض ووسائل التواصل الاجتماعي الخاصة بها. في أوائل عام 2021، وقعت عقدًا مع فريق غولدن ستايت ووريورز للأداء خلال عرض نهاية الشوط الأول، تقريبًا في البداية بسبب استمرار جائحة كوفيد-19؛ في أوائل عام 2022، قدمت عرضًا مباشرًا خلال العديد من عروض نهاية الشوط الأول في إن بي أي. في يوليو 2021، نشرت صحيفة شتوتجارتر تسايتونج تقريرًا عن جلسة تصوير تحت الماء ظهرت فيها براند مع دراجتها. في مايو 2022، ظهرت في فيديو لداني ماكاسكيل.